# General John Regan
General John Regan é um filme de comédia britânico de 1921, dirigido por Harold M. Shaw e estrelado por Milton Rosmer, Madge Stuart e Ward McAllister. Foi baseado na peça homônima de George A. Birmingham.

## Elenco
- Milton Rosmer - Doutor O'Grady
- Madge Stuart - Mary Ellen Doyle
- Edward O'Neill - Tim Doyle
- Ward McAllister - Horace P. Billings
- Bertie Wright - Thady Gallagher
- Teddy Arundell - Polícia Const. Moriarty
- Robert Vallis - Sergento Colgan
- Judd Green - Kerrigan
- Gordon Harker - Major Kent
- Wyndham Guise - McCormack